# Rắn mamba đen
Rắn mamba đen (danh pháp hai phần: Dendroaspis polylepis) là một loài rắn độc đặc hữu tại châu Phi hạ Sahara. Tên gọi phổ biến của loài này không bắt nguồn từ màu sắc vảy rắn, mà do màu sắc đen như mực bên trong vòm miệng rắn. Đây là loài rắn độc dài nhất tại lục địa châu Phi, với chiều dài đặc thù có phạm vi từ 2 m (6,6 ft) đến 3 m (9,8 ft) và lên đến 4,3–4,5 m (14,1–14,8 ft). Loài này là một trong những loài rắn di chuyển nhanh nhất thế giới, có khả năng di chuyển với tốc độ 11 km/h (6,8 mph) trên một khoảng cách ngắn.
Mamba đen sinh sản hàng năm. Mùa giao phối diễn ra vào đầu mùa xuân. Rắn cái đẻ trứng sau khi mang thai hơn 80 đến 90 ngày. Rắn mamba non nhạt màu hơn rắn trưởng thành và tối màu dần theo tuổi tác. Mặc dù mamba thường là những loài rắn cư trú trên cây, nhưng mamba đen chỉ thỉnh thoảng sống trên cây, chúng thích xây hang ổ trên mặt đất. Rắn mamba đen sinh sống trên một loạt địa hình từ đồng cỏ khô, rừng thưa, sườn núi đá đến rừng rậm. Đây là động vật ban ngày, phần lớn săn mồi mai phục, săn con mồi chuột đá, vượn mắt to và những loài hữu nhũ nhỏ khác. Rắn mamba đen trưởng thành có vài loài động vật thiên địch săn chúng trong hoang dã.
Nọc độc của rắn mamba đen chứa độc tính cao, có khả năng gây bất tỉnh ở người trong vòng 45 phút hoặc ít hơn. Nếu không có chất kháng nọc độc hiệu quả để điều trị, tử vong thường xảy ra trong khoảng 7-15 giờ. Nọc độc chủ yếu thuộc nhóm neurotoxin, đặc biệt chứa dendrotoxin. Rắn mamba đen có khả năng tấn công trong cự ly đáng kể và đôi khi có thể thực hiện một loạt vết cắn nhanh chóng nối tiếp nhau. Mặc dù mang tiếng rất hung hăng, nhưng giống như hầu hết các loài rắn khác, chúng thường cố trốn tránh khỏi con người trừ khi bị đe dọa hoặc bị dồn ép.

## Phân loại
Rắn mamba đen được phân loại dưới chi Dendroaspis thuộc họ Elapidae và loài D. polylepis. Mamba đen được mô tả lần đầu tiên vào năm 1864 bởi Albert Günther, một nhà động vật học, ngư học, và bò sát học người Anh gốc Đức. Năm 1873, Wilhelm Peters mô tả 2 phân loài: D.polylepis polylepis và D.polylepis antinorii. Song, mô tả đó không được giữ lại lâu hơn để phân biệt. Năm 1896, Boulenger kết hợp loài này với rắn mamba lục miền đông (Dendroaspis angusticeps) thành 1 loài (Dendroaspis polylepis) duy nhất và chúng được xem xét như một loài duy nhất từ năm 1896 đến năm 1946, khi FitzSimons chia chúng thành những loài riêng biệt một lần nữa.
Danh pháp chi, Dendroaspis, có nguồn gốc từ tiếng Hy Lạp cổ đại Dendro, nghĩa là "cây", và aspis hoặc "asp", được hiểu theo nghĩa "lá chắn", nhưng cũng có hàm nghĩa "rắn hổ mang" hoặc chỉ đơn giản là "con rắn". Trong văn bản cổ, aspis hay asp thường được sử dụng nhằm nhắc đến rắn hổ mang Ai Cập (Naja haje), ám chỉ phần mang giống như lá chắn. Như vậy, "Dendroaspis" theo nghĩa đen là rắn trên cây, đề cập đến bản chất sống trên cây của hầu hết các loài trong chi. Danh pháp loài polylepis có nguồn gốc từ chữ poly trong tiếng Hy Lạp cổ đại nghĩa là "nhiều" hoặc "bội số" và lepis nghĩa là "vảy", cho nghĩa đen là "nhiều vảy". Có khả năng nhất nói đến kích thước và số lượng vảy cao ở loài này so sánh với loài khác cùng chi.

## Mô tả

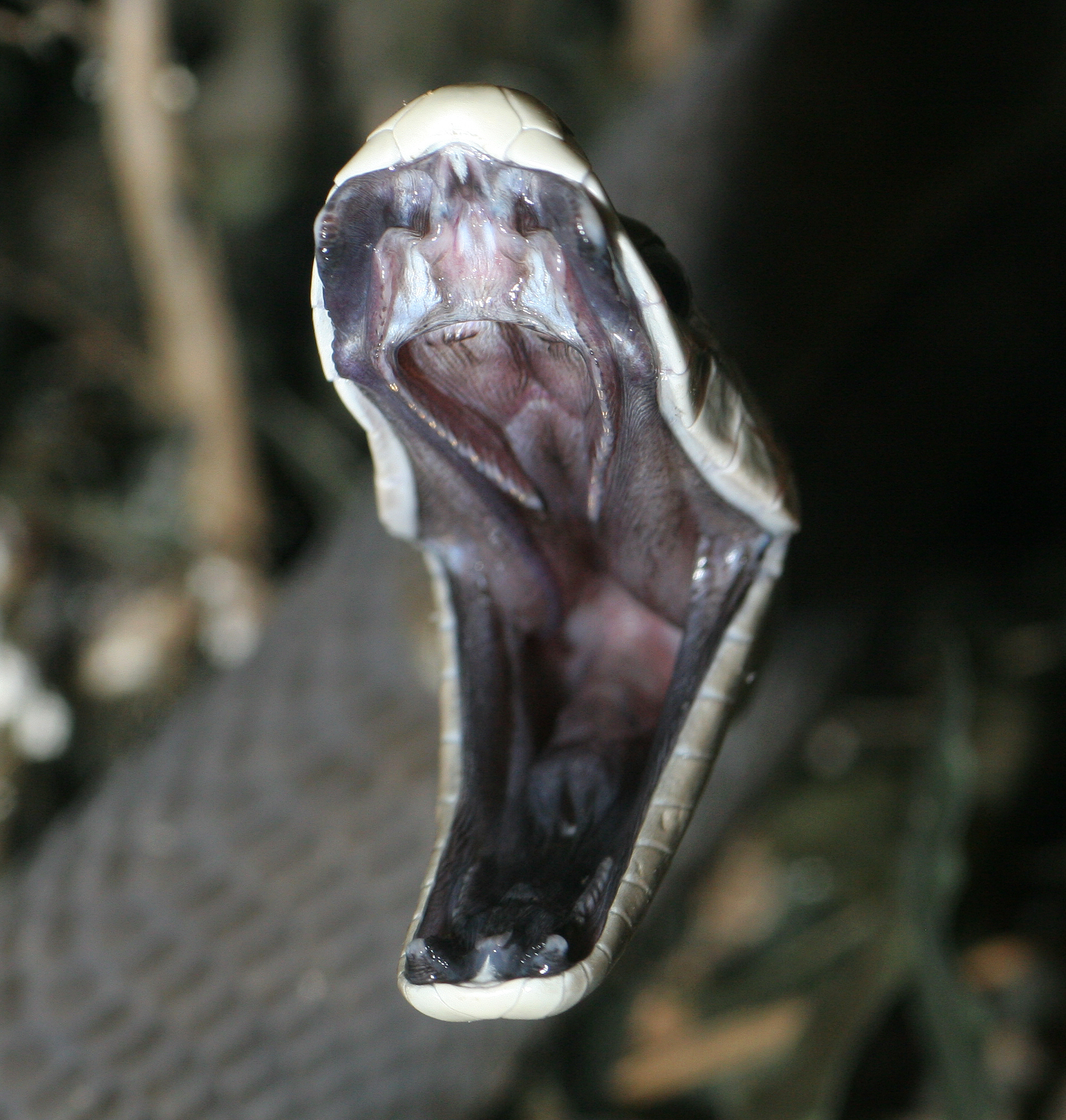
Một con rắn mamba đen đang há vòm miệng để lộ bên trong miệng một màu đen như mực

Trái với tên gọi thông thường, rắn mamba đen không thực sự có màu đen. Loài được đặt tên do bên trong vòm miệng rắn có màu đen như mực. Đây là một loài rắn mảnh mai, thân tròn, lớn, với chiếc đuôi thon dần, có thân hình chắc nịch rõ rệt hơn các loài họ hàng gần, Dendroaspis angusticeps và Dendroaspis viridis. Phần đầu có "hình dạng quan tài" với 1 đỉnh trán khá rõ rệt và mắt cỡ trung bình. Màu sắc da rắn biến thiên giữa nâu ôliu đến xám trắng, hoặc đôi khi có màu ka-ki; vài cá thể còn phô bày những đường vằn sẫm màu hướng về phía sau, hình thành những thanh xiên trên da. Dưới thân thường có màu vàng nhạt hay màu kem. Đôi mắt có màu từ nâu sẫm đến màu đen; vành mắt màu bạc hoặc vàng nhạt xung quanh đồng tử. Rắn non sơ sinh sáng màu hơn rắn trưởng thành, đặc thù có màu xám hoặc xanh lục ôliu ở bên ngoài và tối màu dần theo tuổi tác. Đây là loài rắn có cấu trúc proteroglyphous, răng nanh đạt chiều dài lên đến 6,5 mm (0,26 in) định vị tại phía trước hàm trên. Chiều dài rắn trưởng thành dao động khoảng từ 2 m (6,6 ft) đến 3 m (9,8 ft) theo thường lệ nhưng, dựa theo vài nguồn tin, có những mẫu vật đạt chiều dài 4,3 đến 4,5 m (14,1 đến 14,8 ft). Mamba đen sở hữu cân nặng trung bình khoảng 1,6 kg (3,5 lb). Một mẫu vật khoảng 1,41 m (4,6 ft) tìm được đạt cân nặng 651,7 g (1,437 lb). Đây là loài rắn độc sở hữu chiều dài lớn thứ nhì thế giới, chỉ sau chiều dài của rắn hổ mang chúa tại Ấn Độ và Đông Nam Á.

### Vảy
Giống như hầu hết những loài cùng họ Elapidae, rắn mamba đen có vảy mịn. Hầu hết mẫu vật đều có 23–25 hàng vảy, hiếm khi ít hơn 21.
Vảy đính tại đầu, thân và đuôi của rắn mamba đen:
| - Phần lưng tại thân giữa: 23–25 (hiếm khi 21) - Bụng: 248–281 - Dưới đuôi: 109–132 (theo cặp) - Mảng dẹt hậu môn: phân chia - Môi trên: 7-8 | - Môi trên đến mắt: thứ 4 (thứ 3 và thứ 4) - Trước mắt: 3 (thỉnh thoảng 4) - Trụ mắt: 3-4 (thỉnh thoảng 2–5) - Môi dưới: 11-13 (thỉnh thoảng 10–14) - Thái dương: 2+3 (biến đổi) |

## Phân bố và môi trường sống
Rắn mamba đen sinh sống trên một phạm vi rộng và đôi khi bị phân mảnh tại châu Phi hạ Sahara. Cụ thể, phạm vi mamba đen quan sát được như sau: đông bắc cộng hòa Dân chủ Congo, tây nam Sudan đến Ethiopia, Eritrea, Somalia, Kenya, phía đông Uganda, Tanzania, Burundi, Rwanda, phía nam đến Mozambique, Swaziland, Malawi, Zambia, Zimbabwe, Botswana đến KwaZulu-Natal tại Nam Phi, và Namibia; sau đó về phía đông bắc thông qua Angola đến đông nam Congo. Phân bố của rắn mamba đen chứa nhiều khoảng trống tại Cộng hòa Trung Phi, Chad, Nigeria và Mali. Những khoảng trống này có thể khiến giới y tế nhận diện sai về mamba đen và cung cấp huyết thanh kháng độc kém hiệu quả.
Rắn mamba đen cũng được ghi nhận năm 1954 tại Tây Phi, ở vùng miền Dakar thuộc Senegal. Tuy nhiên, quan sát này cùng một quan sát sau đó nhận dạng mẫu vật thứ hai trong khu vực vào năm 1956. Báo cáo không được xác nhận, do đó phân bố loài tại khu vực này không thuyết phục. Rắn mamba đen không phổ biến tại nơi có độ cao trên 1.000 mét (3.300 ft), mặc dù phân bố của rắn mamba đen đạt 1.800 mét (5.900 ft) tại Kenya và 1.650 mét (5.410 ft) tại Zambia.
Rắn mamba đen chủ yếu sống trên mặt đất trong tự nhiên, mặc dù quan sát thỉnh thoảng rắn cũng sống trên cây; thường sống tại khu vực ít được chú ý, có bụi rậm, gò mối, hang bỏ hoang và khe đá. Rắn thích nghi với nhiều loại địa hình khác nhau từ đồng cỏ khô và rừng thưa đến dốc đá và rừng rậm. Mamba đen thích môi trường khô cằn hơn như rừng thưa sáng sủa, cây bụi, mỏm đá, hay đồng cỏ nửa khô hạn.

## Tập tính và tương tác sinh thái

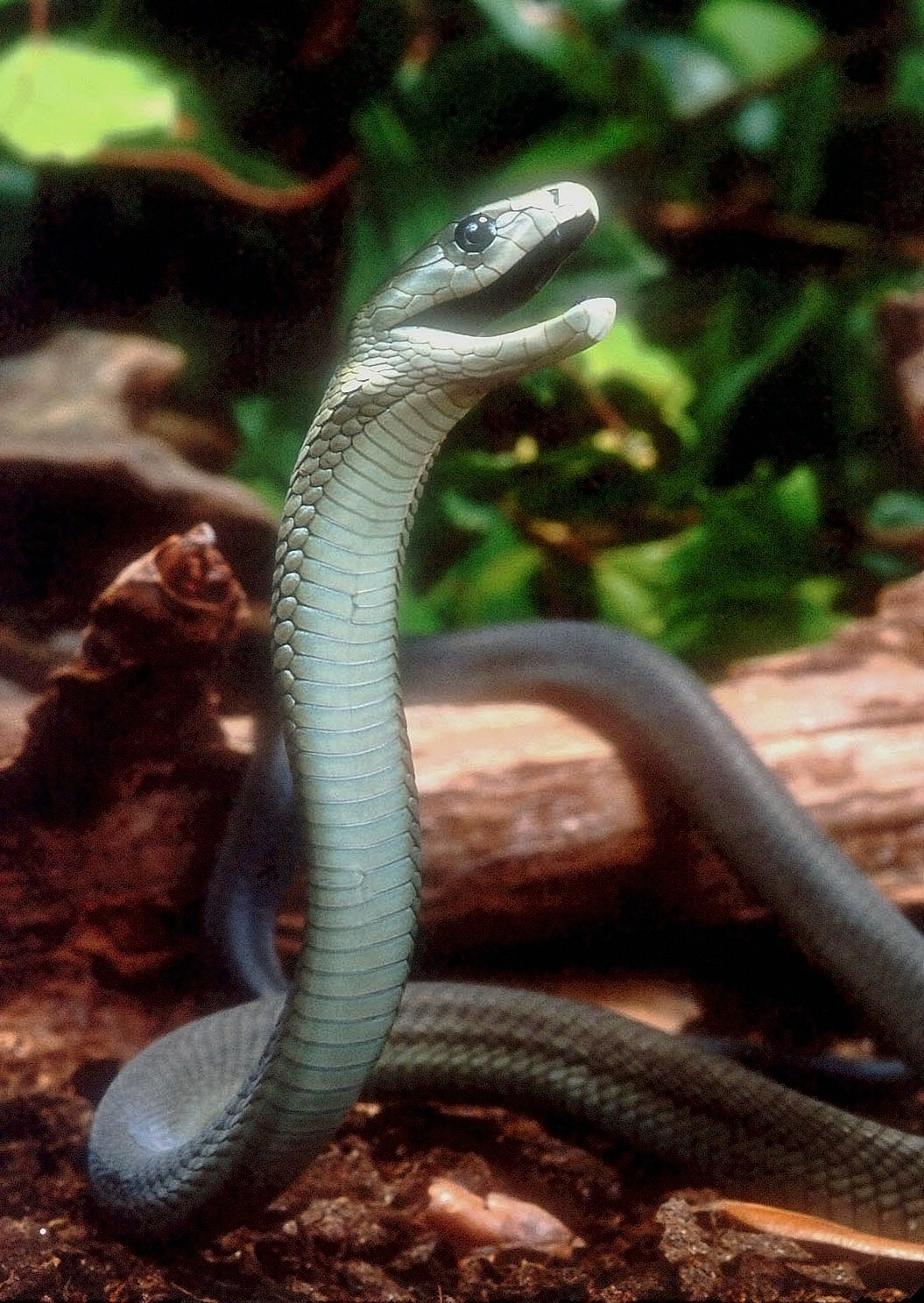
Rắn mamba đen đang trong tư thế phòng vệ

Rắn mamba đen là một loài rắn trông thanh nhã nhưng bất kham, thường không đoán trước được hành vi, có khả năng di chuyển nhanh chóng với sự nhanh nhẹn cao độ. Rắn có bản tính nhút nhát và bí ẩn, giống như hầu hết các loài rắn, sẽ cố gắng tránh nơi có thể gặp nguy hiểm. Trong thiên nhiên, mamba đen hiếm khi cho phép vật thể lạ tiếp cận gần (trong vòng 40 mét). Khi phải đối mặt, rắn bộc lộ tính hung hăng cao và sẽ há miệng rộng, bắt chước rắn hổ mang, bằng cách căng vành cổ ra, phô bày vòm miệng đen và búng lưỡi. Đôi khi tập tính này có thể đi kèm với âm thanh rít. Bất kỳ chuyển động bất ngờ nào ở giai đoạn này có thể kích động rắn mamba tiến hành một loạt đòn tấn công nhanh khiến đối phương trúng độc nặng. Ngoài ra, do kích thước lớn, rắn mamba đen có thể nâng cao đầu lên khỏi mặt đất và trong đòn tấn công rắn có thể tung cao 40% cơ thể lên. Điều này cho phép tấn công ở phạm vi rộng đáng kể, kể cả con người ở tầm ngang ngực. Danh tiếng hung hăng, sẵn sàng cắn người của rắn mamba đen thường được thổi phồng khá nhiều; đó thường là kết quả khi ai đó can thiệp vào con rắn đang chuyển động; cho dù cố ý hay không.

### Tốc độ
Mamba đen là loài rắn di chuyển nhanh nhất tại châu Phi, và là một trong những loài rắn di chuyển nhanh nhất thế giới - có lẽ là nhanh nhất. Đã có rất nhiều câu chuyện phóng đại liên quan đến tốc độ của rắn Mamba đen di chuyển trên mặt đất. Cơ thể mảnh thon dài có khả năng tạo ấn tượng cho rằng rắn đang chuyển động nhanh hơn so với thực tế. Những câu chuyện này bao gồm huyền thoại con rắn mamba đen có thể chạy nhanh hơn một con ngựa phi nước đại hay một người chạy. Ngày 23 tháng 4 năm 1906, trên đồng bằng Serengeti, một con rắn mamba đen bị kích động cố tình và giận dữ; ghi nhận được tốc độ đạt 11 km/h (6,8 mph), băng qua khoảng cách 43 m (141 ft). Một con rắn mamba đen gần như chắc chắn không thể vượt quá 16 km/h (9,9 mph) và rắn chỉ có thể duy trì tốc độ tương đối cao trên khoảng cách ngắn.

### Chế độ ăn
Rắn mamba đen là động vật ban ngày, chủ yếu nằm rình săn mồi. Săn mồi thường được tiến hành từ một hang ổ cố định, rắn sẽ thường xuyên trở lại dọn hang để không bị xáo trộn. Khi săn, rắn mamba đen nâng cao một phần lớn cơ thể của mình lên khỏi mặt đất. Mamba đen thường không giữ chặt con mồi sau khi cắn, thay vào đó rắn thả con mồi ra, chờ con mồi ngừng kháng cự, bị tê liệt và chết. Nếu con mồi cố gắng thoát hoặc tự vệ bản thân, rắn mamba đen sẽ thường xuyên theo dõi vết cắn ban đầu với một loạt đòn tấn công nhanh để vô hiệu và giết chết con mồi thật nhanh. Loài rắn này thường săn đa man, đa man đá, khỉ đêm nhỏ và dơi. Mamba đen có một hệ thống tiêu hóa mạnh và từng quan sát được rắn mamba tiêu hóa hết con mồi trong vòng 8 đến 10 giờ.

### Kẻ thù tự nhiên

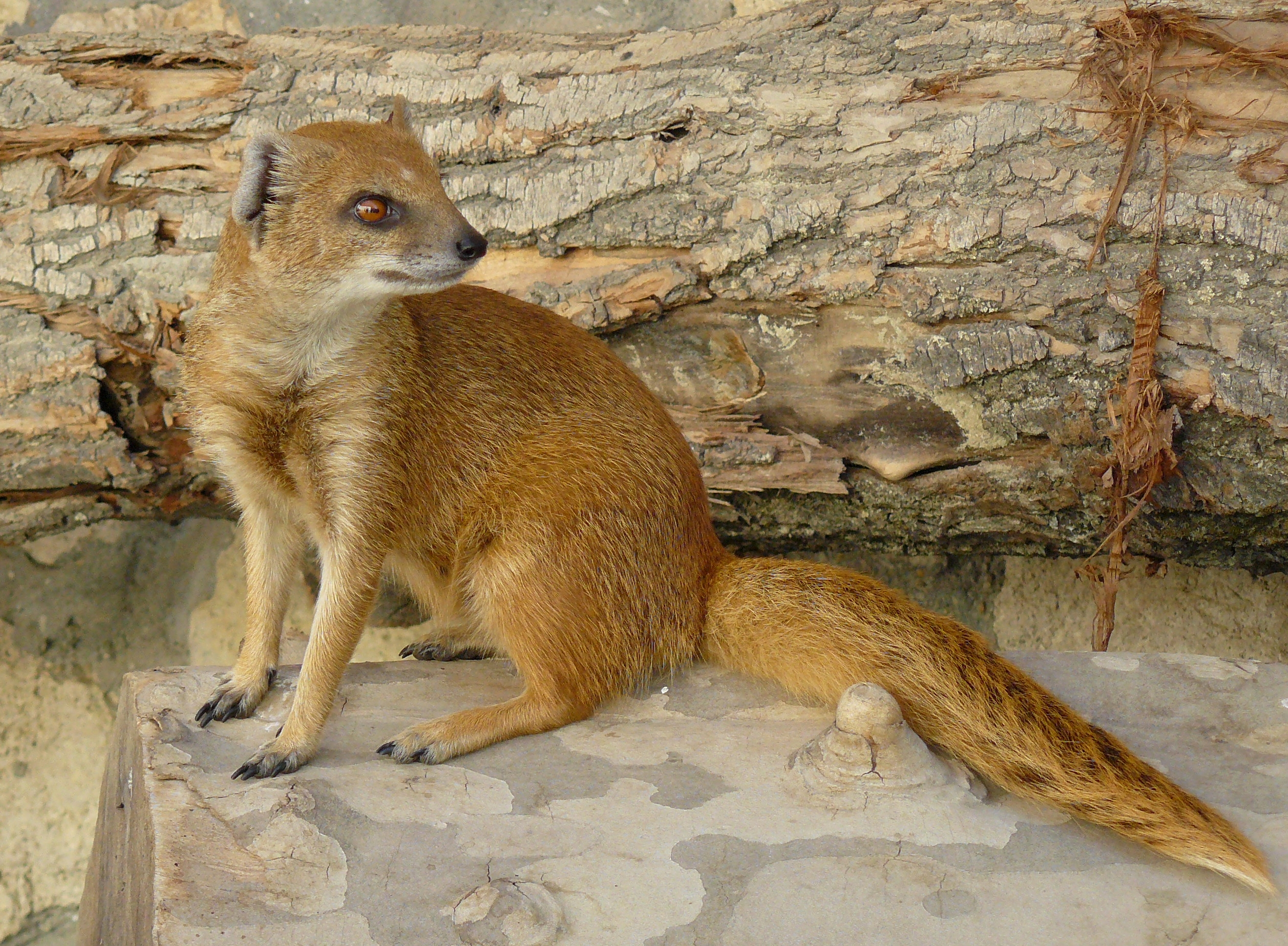
Cầy mangut vàng săn rắn mamba đen

Không nhiều loài săn mồi thách thức rắn mamba đen trưởng thành mặc dù chúng phải đối mặt vài mối đe dọa như chim săn mồi, đặc biệt là đại bàng ăn rắn. Mặc dù tất cả loài đại bàng ăn rắn thường săn rắn, có hai loài đặc biệt làm như vậy với tần suất cao, bao gồm cả săn rắn mamba đen. Đó là đại bàng ngực đen săn rắn (Circaetus pectoralis) và đại bàng nâu săn rắn (Circaetus cinereus). Rắn giũa Cape (Mehelya capensis), dường như miễn dịch với tất cả nọc độc rắn châu Phi và săn thịt những loài rắn khác bao gồm cả rắn độc, là động vật săn mồi thiên địch phổ biến đối với rắn mamba đen (lên đến kích thước mà chúng có thể nuốt). Cầy mangut cũng miễn dịch cục bộ với nọc độc, thường đủ nhanh để tránh khỏi vết cắn, thỉnh thoảng sẽ xử lý rắn mamba đen làm mồi. Con người thường không ăn thịt rắn mamba đen, nhưng thường giết rắn do sợ hãi.

### Sinh sản

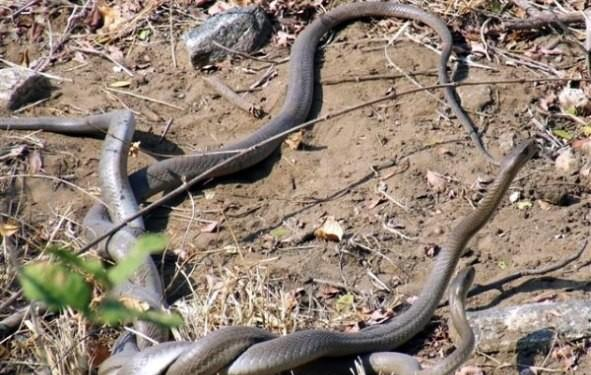
Rắn mamba đen đực đang đánh nhau

Rắn mamba đen sinh sản hàng năm. Giao phối diễn ra vào đầu mùa xuân. Rắn mamba đực định vị rắn cái bằng cách theo dõi vệt mùi hơi do rắn cái để lại. Sau khi tìm ra đối tượng giao phối tiềm năng, rắn đực sẽ kiểm tra rắn cái bằng cách búng lưỡi trên toàn bộ cơ thể rắn cái. Con đực sở hữu dương vật thằn lằn. Giống như hầu hết các loài rắn, mamba cái là loài vừa đẻ trứng vừa sinh sản nhiều lần. Đẻ trứng thường diễn ra xuyên suốt giữa mùa hè và tổ trứng chứa 6 đến 17 trứng, thai kỳ kéo dài xấp xỉ 80 đến 90 ngày. Trong suốt mùa giao phối, con đực cạnh tranh có thể tham gia chiến đấu lẫn nhau, bằng cách cuộn xoắn cơ thể chúng quanh nhau và nâng đầu cao lên khỏi mặt đất, nỗ lực đánh bại đối thủ. Hành động này thỉnh thoảng có thể bị nhầm lẫn với giao phối.
Mamba đen sống đơn độc trong tự nhiên, không tương tác lẫn nhau trừ khi giao phối hay chiến đấu giữa rắn đực với rắn đực. Sau thời gian ấp trứng, rắn mamba non phá vỡ vỏ quả trứng bằng răng trứng và được sinh ra với tuyến nọc phát triển đầy đủ. Vì vậy, chúng có khả năng gây ra vết cắn chết người vài phút sau khi sinh. Lòng đỏ trứng được hấp thụ vào cơ thể rắn sơ sinh như một nguồn dinh dưỡng duy trì sự sống cho rắn non đến lúc trứng nở.

### Tuổi thọ
Có rất ít thông tin liên quan đến tuổi thọ rắn mamba đen hoang dã, nhưng con rắn nuôi nhốt sống lâu nhất có tuổi thọ ghi nhận là 11 năm. Có thể rắn hoang dã sống lâu hơn đáng kể so với rắn nuôi nhốt.

## Nọc độc

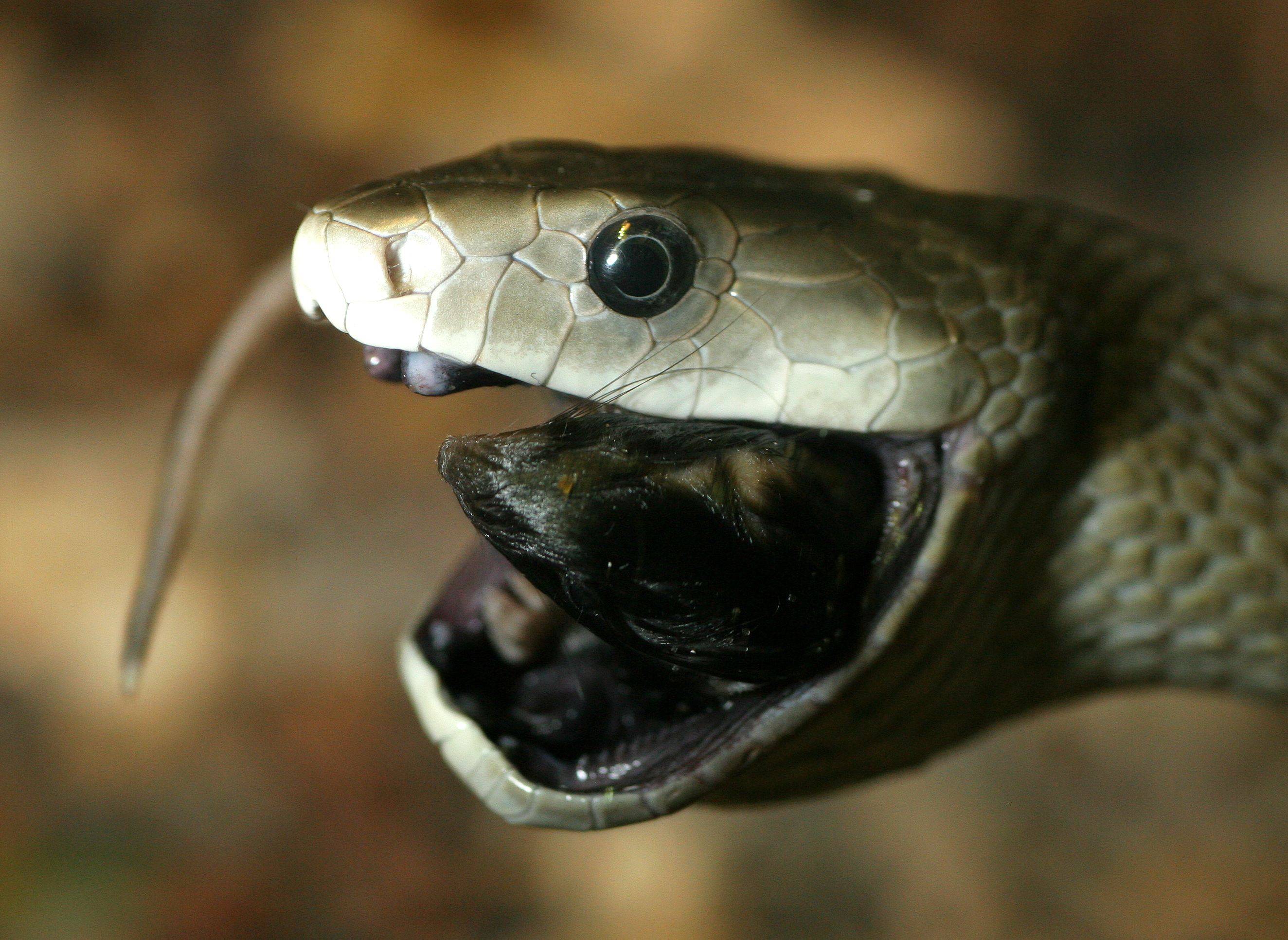
Rắn mamba đen đang ăn

Nọc độc rắn mamba đen bao gồm neurotoxin (dendrotoxin) và cardiotoxin cũng như chất độc khác như fasciculin. Trong một thí nghiệm, độc tố có thừa nhất chứa trong nọc độc của mamba đen, quan sát được có khả năng giết chết một con chuột trong vòng 4,5 phút ngắn ngủi. Dựa trên giá trị liều gây chết trung bình trên chuột nhắt (LD50), độc tính của rắn mamba đen từ tất cả nguồn tin được công bố như sau:
- (SC) Dưới da (thích hợp nhất cho vết cắn thực): 0.32 mg/kg,[35][38][39][40] 0.28 mg/kg.[35][41]
- (IV) Tĩnh mạch: 0.25 mg/kg,[38][39] 0.011 mg/kg.[42]
- (IP) Phúc mạc: 0.30 mg/kg (trung bình),[43] 0.941 mg/kg.[38] 0.05 mg/kg[44] (trích dẫn cuối cùng không rõ ràng nếu hoặc tiêm vào tĩnh mạch hoặc tiêm vào phúc mạc).

Vết cắn có thể tiết ra 100–120 mg lượng nọc độc trên trung bình và liều tối đa được ghi nhận là 400 mg. Báo cáo rằng trước khi huyết thanh kháng độc phổ biến rộng rãi, tỷ lệ tử vong do một vết cắn gần như 100%. Vết cắn của rắn mamba đen có khả năng có thể gây bại liệt cho con người trong vòng 45 phút, hoặc ít hơn. Nếu không có biện pháp can thiệp hiệu quả, tử vong thường diễn ra trong vòng 7-15 giờ. Hiện nay, một loại huyết thanh đa hóa trị do viện nghiên cứu y tế Nam Phi sản xuất để điều trị rắn mamba đen cắn từ nhiều địa phương.
Nếu bị cắn, các triệu chứng nguy hiểm sẽ xuất hiện trong vòng 10 phút. Khi đó, miệng nạn nhân bắt đầu xuất hiện mùi vị kim loại, da bị mẫn cảm, cơ bị co giật, giảm thị lực, mắt đỏ, khó thở, và nguy hiểm nhất là nạn nhân có dấu hiệu hôn mê theo thời gian. Ngoài ra, chức năng não bị tê liệt dần và dẫn đến triệu chứng khác như tiêu chảy, chảy nước bọt, trụy tim. Đau khoanh vùng hoặc tê nhức xung quanh chỗ cắn khá phổ biến nhưng thường không nghiêm trọng; do đó, áp một mảnh băng gạc vết thương vào vết cắn là cách khả thi và có thể khiến cho tiến trình tấn công của độc tố thần kinh bị chậm lại. Nếu không điều trị thích hợp, triệu chứng thường tiến triển đến phản ứng nặng hơn như nhịp tim nhanh bất thường hay chấn động mô thần kinh, dẫn đến tử vong do ngạt thở, trụy tim mạch hoặc suy hô hấp.

## Tấn công con người
Rắn mamba đen được đánh giá phổ biến là loài rắn nguy hiểm và đáng sợ nhất tại châu Phi; khiến cho người dân địa phương Nam Phi gọi vết cắn của rắn mamba đen là "nụ hôn của thần chết". Tuy nhiên, cuộc tấn công vào con người do rắn mamba đen rất hiếm, vì chúng thường cố gắng tránh đối đầu và sự xuất hiện trong khu vực đông dân cư rất không phổ biến so với một số loài khác. Ngoài ra, rắn thảm mắt đơn chịu trách nhiệm cho những ca tử vong ở người do rắn cắn nhiều hơn tất cả các loài rắn châu Phi khác cộng lại. Một cuộc khảo sát về rắn cắn ở Nam Phi từ năm 1957 đến năm 1963 ghi nhận hơn 900 ca rắn cắn có nọc độc, nhưng chỉ có 7 trong số này xác nhận do rắn mamba đen cắn, tại thời điểm khi huyết thanh kháng độc có hiệu quả không phổ biến rộng rãi. Trong số hơn 900 vết cắn, chỉ có 21 ca kết thúc do tử vong, gồm có tất cả bảy ca do rắn mamba đen cắn.

### Ca rắn cắn được báo cáo
Năm 1998, Danie Pienaar, hiện nay đứng đầu dịch vụ khoa học công viên quốc gia Nam Phi,, đã sống sót qua vết cắn của rắn mamba đen mà không cần can thiệp. Mặc dù không được tiêm chất kháng nọc độc, Pienaar đã ở trong tình trạng nghiêm trọng, mặc dù thực tế bác sĩ bệnh viện tuyên bố đó là ca trúng độc rắn mamba đen "vừa phải". Tại một thời điểm, Pienaar rơi vào tình trạng hôn mê và dự đoán sống sót công bố được khá "ít ỏi". Khi đến bệnh viện, Pienaar ngay lập tức được đặt ống khí quản, điều trị bằng thuốc hỗ trợ, cho thở máy và được đặt vào hệ thống duy trì sự sống trong ba ngày; cho đến khi chất độc được tống ra khỏi cơ thể ông. Ông xuất viện vào ngày thứ 5. Pienaar tin rằng ông sống sót nhờ vài lý do. Trong một bài báo trên Kruger Park Times, ông phát biểu: "Thứ nhất, đó không phải là thời gian của tôi đi." bài báo cũng tuyên bố "Thực tế ông đã bình tĩnh và di chuyển chậm rãi chắc chắn được giúp đỡ. Băng gạc vết thương cũng rất cần thiết."
Trong một trường hợp khác, một sinh viên người Anh 28 tuổi, Nathan Layton đã bị một con rắn mamba đen cắn và chết sau một cơn đau tim trong vòng chưa đầy 1 giờ vào tháng 3 năm 2008. Mamba đen được tìm thấy gần một lớp học tại trường Cao đẳng thiên nhiên hoang dã Nam Phi ở Hoedspruit, nơi Layton được đào tạo để trở thành một hướng dẫn viên thú săn. Layton bị rắn cắn vào ngón tay trỏ trong khi nó đã được đưa vào một cái bình, nhưng anh đã không nhận ra mình bị cắn. Anh nghĩ rằng con rắn đã chỉ gạt tay mình. Khoảng 30 phút sau khi bị cắn Layton phàn nàn về thị lực mờ. Anh bị tê liệt và chết sau một cơn đau tim, gần 1 giờ sau khi bị cắn. Nỗ lực cứu sống anh đã thất bại và anh chết tại hiện trường.
Năm 2013, trong một trường hợp hiếm hoi và bất thường, nhiếp ảnh gia chuyên nghiệp người Mỹ, Mark Laita, bị cắn vào chân do một con rắn mamba đen khi đang chụp một bức ảnh một con rắn mamba đen tại một cơ sở ở Trung Mỹ. Vết cắn làm đứt một động mạch ở bắp chân, ông bị phun máu đầm đìa. Laita đã không đi đến bác sĩ hay bệnh viện, ngoại trừ răng nanh sưng phồng khiến anh đau dữ dội trong đêm, anh không bị ảnh hưởng và thể chất vẫn tốt. Điều này đã khiến anh tin rằng con rắn đã cắn ông một "vết cắn khô" (có nghĩa không tiết ra nọc độc) hoặc do máu chảy nhiều đẩy nọc độc ra. Vài bình luận về câu chuyện này cho rằng đó là một con rắn được loại bỏ nọc độc (trong đó tuyến nọc độc được phẫu thuật cắt bỏ). Laita phản hồi rằng đó không phải ca cấp cứu. Chỉ sau này, Laita nhận ra rằng anh đã bắt được con rắn cắn chân anh trong một bức ảnh chụp.